# Station Honiton
Honiton is een spoorwegstation van National Rail in Honiton, East Devon in Engeland. Het station is eigendom van Network Rail en wordt beheerd door South Western Railway. 